# Taszi Cering
Taszi Cering (ur. 1929 w Guczoku, zm. 5 grudnia 2014 w Lhasie) – tybetański nauczyciel, tancerz, urzędnik państwowy i działacz społeczny.

## Życiorys
Taszi Cering urodził się w 1929 roku w Guczoku w dość zamożnej rodzinie wiejskiej. W dzieciństwie pasł zwierzęta, jednocześnie od najmłodszych lat chciał nauczyć się czytania. W 1939 roku na dworze dalajlamy powstał wakat na stanowisku nadwornego tancerza (gadrugby), a Cering został wybrany przez urzędników do objęcia tej funkcji. Choć jego rodzice próbowali przekupić urzędników, został zabrany do stolicy, gdzie przez sześć miesięcy odbył intensywny kurs tańca i pieśni. Zamieszkał u rodziny służącego pracującego w domu ważnego mnicha, gdzie pracował jako służący. Ze względu na trudne warunki dwukrotnie uciekał.
Z czasem trafił do rezydencji mnicha Łangdu, gdzie został jego partnerem seksualnym (drombo). Cering zgodził się, ze względu na wiążącą się z tym możliwość przyszłego rozwoju kariery. Nowy przełożony dobrze traktował Ceringa, zapewnił mu także nauczycieli kaligrafii. Wkrótce potem Cering ożenił się z dziewczyną wskazaną przez matkę, ale małżeństwo rozpadło się z powodu konfliktu z teściami. W 1947 roku Cering zakończył karierę tancerza, zdał egzaminy urzędnicze i dzięki poparciu Łangdu podjął pracę w skarbcu państwowym. Po pojawieniu się w Tybecie we wrześniu 1951 roku Chińczyków, Cering postanowił współpracować z nowymi władzami, wierząc, że Chiny przeprowadzą niezbędną modernizację Tybetu. Nie dołączył do konspiracyjnej organizacji zwalczającej Chińczyków.
W 1957 roku Cering wyjechał do Indii, gdzie uczył się języka angielskiego. Gdy po upadku tybetańskiego powstania dwa lata później do Indii przybyli tybetańscy emigranci, Cering został współpracownikiem brata Dalajlamy, z którym spisywał relacje uciekinierów. Następnie ponownie objął opiekę nad ewakuowanym z Tybetu skarbcem. Pomimo zaangażowania w działalność emigracyjnego rządu, Cering odsunął się od przywódców emigracji, zniechęcony silnymi podziałami klasowymi w tym środowisku. Dzięki pomocy amerykańskiego przedsiębiorcy działającego w Indiach uzyskał stypendium w USA.
W 1964 roku Taszi Cering przez Kubę wrócił do Chin, ale nie pozwolono mu studia na w Pekinie ani na powrót do Tybetu. Trafił do Instytutu Mniejszości Tybetańskiej w Shaanxi, gdzie prowadzono jedynie ćwiczenia fizyczne, naukę języka chińskiego i zajęcia polityczne. W 1966 roku rozpoczęła się rewolucja kulturalna, a Cering dołączył do czerwonogwardzistów. 13 października 1967 roku jeden z aktywistów uznał go za kontrrewolucjonistę. Został w konsekwencji uznany za szpiega i uwięziony w instytucie. W marcu 1970 roku został formalnie aresztowany i przeniesiony do więzienia, gdzie próbował popełnić samobójstwo. 17 maja 1973 roku został zwolniony z więzienia i odesłany do instytutu, gdzie został pracownikiem drukarni. Jesienią 1974 roku odwiedził Lhasę, gdzie ożenił się z dawną znajomą, a następnie wraz z żoną wrócił do swojego miejsca pracy.
We wrześniu 1978 roku uciekł do Pekinu, gdzie przekazał petycję z wyjaśnieniami, a trzy miesiące później oficjalnie został zrehabilitowany. Wkrótce potem zaczął pracę nad słownikiem angielsko-tybetańsko-chińskim, a w 1985 roku założył w Lhasie pierwszą prywatną szkołę języka angielskiego. Zyski przeznaczył na budowę szkoły podstawowej w rodzinnej wsi, a następnie przyczynił się do budowy za pieniądze amerykańskich darczyńców ponad 50 kolejnych i w 1981 roku został profesorem Uniwersytetu Tybetańskiego oraz członkiem Ludowej Konferencji Konsultatywnej Tybetańskiego Regionu Autonomicznego, czyli fasadowej instytucji reprezentacyjnej Tybetu. W 1986 roku krytykował podział środków na edukację w Tybecie, który faworyzował chińskich osadników, za co był szykanowany.